# Bocicoel, Maramureș
Bocicoel este un sat în comuna Bogdan Vodă din județul Maramureș, Transilvania, România.

## Etimologie
Etimologia numelui localității: Din n. top. Bocicoi (< n.fam. Bocica < tema boc- „butuc de lemn”) + suf. dim. -el.

## Demografie
La recensământul din 2011, populația era de 763 de locuitori.

## Istoric
Numele vechi a localității este Bocicoiul Mic.
Localitate așezată în partea nordică a Maramureșului; face legătura dintre Valea Izei și Valea Vișeului, fiind situată între Bogdan Vodă și Vișeu de Jos.

Înainte de regimul comunist a fost comună de sine stătătoare, apoi a aparținut puțin timp de comuna Vișeu de Jos, după care a fost trecută la comuna Bogdan Vodă.

Este atestată istoric pentru prima dată în 1365 (Bachkow)., ca proprietate a cneazului Simion, după cum reiese din „Istoria Maramureșului” – Mariana Șuștic, p. 65 și „Istoria Maramureșului” – Alexandru Filipașcu, p. 87.

În 1444 este proprietatea unui alt „Simion din Bocicoel”, răsplătit pentru vitejia sa de Iancu de Hunedoara și fiul acestuia, Matei Corvin („Istoria Maramureșului” – Al. Filipașcu, p. 65). Tit Bud, la pagina 27 în lucrarea sa „Date istorice despre protopopiatele, parohiile mănăstirile române din Maramureș din timpurile vechi până în anul 1911”, unde menționează satul Bocicoel (Kisbacsko), consemnează: „În 1365 deja se amintește ca donațiunea regelui Ludovic dată lui Balc fiul lui Sas Vodă și fraților săi”, de unde reiese ca Simon (Simion) este fiul lui Sas Vodă, fratele lui Balc.

Mai sunt amintiți alți trei cneji cu numele de Simion, și ei răsplătiți pentru fapte de vitejie: „Simion din Cuhea” (Bogdan Voda), răsplătit de Vladislav I în 1447 (M. Șuștic, p. 44), Simion Marus (sau Mariș), dăruit de Ambrozie din Dolha și frații săi cu cnezatul Cuhei, în 1454 (Al. Filipașcu, p. 65), și Simion Bizău din Cuhea, răsplătit de Matei Corvin, în 1463 (Al. Filipașcu, p. 66).

Localitatea s-a format prin așezarea muncitorilor forestieri; foarte probabil, primii au fost din Bocicoiu Mare, de lângă Sighet, care i-au dat și denumirea. Putem deduce acest lucru tot din „Istoria Maramureșului” de Al. Filipașcu (p. 51), unde arata ca însoțitorii lui Bogdan Vodă, când au descălecat în Moldova, au întemeiat sate noi și le-au dat numele lor de botez sau numele satelor maramureșene pe care le-au părăsit (lângă Ileanda, mergând spre Cluj-Napoca, la câțiva kilometri în stânga este un sat numit Dolheni, format probabil tot din muncitori forestieri veniți din Dolhasca-Bucovina).

Am adus acest argument deoarece unii susțin ca numele satului vine de la opincă/ sandală, în maghiară „bocskor”. Nu apare nicăieri denumirea de „Kisbocskor”, opincă mică/ sandală mică.

În actele vremii, localitatea apare sub numele de: „Bocicoel (ung. Kisbocskó), 1365 „Bachkow”, 1444 „Kysbachko”, propr. cneazului Simon (cf. ib. nr. 29, 189)” (Al. Filipașcu, p. 87) sau Bocicoiu Mic, altul decât Bocicoiu Mare, de lângă Sighet, „Bocicoiu (ung. Nagybocskó), situat pe ambele maluri ale Tisei, în 1442 „Willa Olachalis Bochko, propr. valahului Pancu din Crăciunești (cf ib. nr. 184)” (Al.Filipașcu, p. 86).

Aceasta îndeletnicire de opincari o aveau câțiva dintre locuitorii localității în perioada comunistă - azi mai sunt doi - învățată de la opincarii din Salva, iar numele localității este de cel puțin 700 de ani.

Din „Date istorice despre protopopiatele, parohiile mănăstirile române din Maramureș din timpurile vechi până în anul 1911” de Tit Bud, aflam următoarele:

– în 1669 localitatea avea o biserică de lemn primită din Vișeu de Jos (care a fost donată Botizei, cum susțineau bătrânii satului că au auzit de la bunicii lor);

– în timpul preotului Grigoriu Balint s-a construit o biserică de piatră, sfințită în 1890. Tot atunci s-a cumpărat un clopot de 124 kg, (mai sunt doua clopote mai mici, pe cel mijlociu este inscripționat anul 1803, cel mic nu are inscripții);

– „popor puțin dar doritor de carte a ținut în trecut dascăli ambulanți cari iarna umblau din casă în casă și învățau pruncii, apoi vara se duceau la ale sale”. În 1860 aveau școală confesională pe care a reînnoit-o Grigoriu Balint în 1890 (în perioada interbelica școala confesională a fost închiriată primăriei, dar, deoarece primăria nu și-a plătit chiria 15 ani, în 6 august 1936 Biserica a renunțat la chirie lăsând-o in folosința primăriei, școala rămânând în proprietatea Bisericii, împreuna cu terenul pe care era construita; după 1970 a fost dărâmata și s-a construit alta nouă – azi este nefolosită); 

–„ în 1890 comuna avea 1120 de persoane”, ajungând la peste 2500 de persoane până în 1970 ( după această dată mulți s-au mutat în alte localități prin țară; în 1990 în localitate erau peste 1200 persoane, în 1994 erau 1130 persoane, iar la ultimul recensământ pe 763, dintre care în localitate aprox. 300, – tineretul este plecat în străinătate: Franța-Paris, Italia, Spania, Portugalia, Anglia, America etc.).

Satul Bocicoel a fost, de multe ori, filie a satelor învecinate: „De multe ori s’a administrat ca filie prin preoții din satele vecine. În 1806 purta titlul de capelania locală”.
Tot în această carte este consemnată cea mai veche lista a preoților slujitori în aceasta localitate:
1*-- Conscripția din 1530 menționează un „popă”; din păcate îl menționează fară nume (Ardelean 2012, 14);

–1722: 
1. popa Todor;

2. popa Vasilie Gogotă;

3. popa Lupu Gogotă;

4. popa Radu;

–1747: 
5. popa Vasilie;

6. popa Simion;

7. popa Lupu;

–1766: 8. popa Costan Sima?;

–1820: 9. popa Cosma Iuga - paroh în Săliște (filie);

–1836: 10. popa Filip Mihalca - paroh în Cuhe (filie);

–1849: 11. popa Vasiliu Mihalca - paroh în Cuhe (filie);

–1851: 12. popa Baziliu Kiss - 9 luni;

–1852: popa Vasiliu Mihalca - paroh în Dragomirești, mutat din Cuhe, a cumpărat o casă parohială din lemn (filie);

–1853: 13. popa Georgiu Barna (a stat 4 ani) - fost vice-rector la seminarul „Sf. Varvara”-Viena; din Bocicoel pleacă la seminarul din Ungvar; 

–1858: 14. popa Iurca Mihail - construiește școala; se mută la Rozavlea și devine protopop al Izei;

–1865: 15. popa Baziliu Dan - se muta în 1885 în Borșa;

–1885: 16. popa Grigoriu Balint, a construit o biserica - vezi mai sus;

–1910-1914: popa Baziliu Dan - revine din Borșa; a fost înmormântat în Bocicoel, mai târziu deshumat si mutat la Borșa;
--1914-1924: 17. Valeriu Pop (Munkacsi 1914, 267, Bocicoel);
Lista preoților din registrele matricole ale parohiei, începând cu anul 1924:

–1924-1932 (noiembrie): 18. preotul Eugen Maier - slujește în casa parohială;

–1933: suplinită de preoții: Vasile Dunca, Gheorghe Petrovay, Ioan Petrovay și Petru Vlad;

–1934-1942 (ianuarie): 19. Gheorghe Petrovay, plecat la Rozavlea, apoi la Vișeu de Jos;

–1942: 20. preotul Ioan Petrescu (îi întâlnim și pe Vasile Dunca și Vasile Vlad (paroh de Șieu) la servicii religioase);

–1942 (noiembrie)-1948: 21. preotul Gavril Dunca: în 01.01.1948 a botezat 5 (cinci) membri ai aceleiași familii: 
- Maria Botiș, născută în 18.02.31;

- Ilișca Botiș,  născută în 26.06.34;

- Gheorghe Botiș, născut în 11.01.36;

- Varvara Botiș, născută în 20.01.38;

- Gavrilă Botiș, născut în 04.11.43;

–1949 (ianuarie-august) - suplinită de preoții: Ioan Sălăjan, Gheorghe Vlad (paroh în Leordina), Vasile Racolța (paroh în Dragomirești, transferat la Botiza), Vasile Trifoi, Miron Codrea Nuțu (protopop de Vișeu);

–1949 (octombrie-decembrie): 22. preotul Nicolae Barcari;

–1950 (ianuarie-noiembrie): 23. preotul Gheorghe Șerban;

–1950(decembrie)-1951(septembrie) - suplinita de preotul Ioan Sălăjan (ajutat de T. Cioară si Dionisie Cioară, ieromonahi în Moisei);

–1951 (septembrie)-1954 (noiembrie): 24. ieromonahul Iroftei Popovici, (ajutat în noiembrie 1954 de Ioan Constantinescu);

–1954 (noiembrie)-1958 (martie): 25. preotul Constantin Tuță;

–1958 - a fost suplinita de preoții: Mihai Iuga (Cuhe) (ianuarie-februarie, mai-iunie), Ioan Moisa (Cluj), Mircea Pop, Eugen Botoș (aprilie), Constantin Sabău (Dragomirești) (iulie-august);17 

–1958 (august-noiembrie): 26. pr. protos. Corneliu Georgescu - profesor la seminarul din Cluj-Napoca (conform batrânilor satului);

–1958 (decembrie)-1959 (mai) - au suplinit următorii preoți: Mihai Marușcioc, Ioan Hojda, I. Bolchiș, Nuțu Miron Codrea (Vișeu) și ieromonahul Nistor Cadaru (Moisei);

–1959 (iunie)-1967 (ianuarie): 27. preotul Iuliu Henciu; în timpul sau se zugrăvește biserica și se sfințește, de către episcopul Clujului, Teofil Herineanu, în 24 septembrie 1961;

–1967 (februarie)-1973 (octombrie): 28. preotul Mihai Cosma;

–1973 (noiembrie)-1976 (ianuarie): 29. preotul Grigore Andreica, mutat la Rozavlea si, din 10 martie 1994 până în septembrie 2013, protopop de Vișeu; toarnă fundația casei parohiale;

–1976 (martie)-1986 (octombrie): 30. preotul Gheorghe Hapca; termina casa parohiala care este sfințită, în 25 octombrie 1981, de I. P. S. Justinian, pe atunci episcop vicar al Clujului;

–1986 (noiembrie)-1991 (noiembrie): 31. preotul Vasile Vulpe;

–1991 (decembrie)-1993 (decembrie): 32. preotul Grigore Tomoiagă;

–1994 (martie)-1999 (august): 33. preotul Grigore-Dumitru Roșca, plecat profesor la Seminarul Teologic Liceal Ortodox „Sfântul Iosif Mărturisitorul” din Baia Mare, unde aduce lemn de stejar din Baia Sprie și în 3 săptămâni, în luna octombrie, ridică biserica „Sfântul Iosif ”Mărturisitorul până la acoperiș, procurând și 32000 buc șindrilă din Dragomirești, iar în 11 septembrie 2001 dărâmă un perete dintre două săli de clasă, așează o bârnă de stejar de pe un perete pe altul în locul peretelui dărâmat, finisează pereții, vopsește caloriferele și geamurile, zugrăvește în lavabil alb interiorul, dotează Sfântul Altar și strana cu toate cărțile de cult necesare, așează icoane, cumpără covoare și amenajează capela seminarului, făcând Sfânta Liturghie în 14 septembrie 2001. În luna octombrie a fost sfințită de I.P.S. Justinian.;

–1999 (septembrie)-2001 (noiembrie): 34. preotul Gheorghe-Daniel Ștețco; în 23 iulie 2000 s-a sfințit capela din cimitirul Basarabă (ridicată și finisată de pr. G. D. Roșca) de către I. P. S. Justinian;

–2001 (decembrie)-2021(decembrie): revine preotul drd. Grigore-Dumitru Roșca.
--2022 (ianuarie)-prezent: 35. preotul drd. Mircea-Grigore Grec

După 1920, biserica de piatră s-a dărâmat și s-a slujit în casa parohială; s-a făcut cărămida în vatra satului, pentru o noua biserică, dar care nu s-a mai ridicat, cărămida risipindu-se din cauza vremurilor grele din perioada interbelică.

În 1948 (ultimul an în parohie al părintelui Gavril Dunca) s-a adunat piatra pentru fundația unei noi biserici. Deoarece se instalase regimul comunist și s-a început tăierea pădurilor, întreaga comunitate din Bocicoel și-a tăiat toată pădurea de stejar, au depozitat-o în curtea școlii, unde au pregătit tot lemnul pentru ridicarea unei noi biserici. În 1952, a început construcția bisericii și s-a finalizat în 1959; lucrările au fost coordonate de Ioan Rad, prim epitrop, din cauza faptului ca preoții nu erau stabili.

În 20 iulie 1994, la slujba vecerniei, P. S. Iustin sfințește locul pentru o capela în al doilea cimitir - Basarabă; lucrările încep în 21 iulie, se finalizează în luna octombrie, iar în mai 1995, se termină și finisajele.

În 1996 s-au renovat fundația și fațada bisericii; în 1997 s-au cumpărat lambriuri de plastic care, în 1998, au fost aplicate în interiorul bisericii, de jur împrejur.

La casa parohială s-a făcut o aducțiune de apă din Basarabă, în 1997, și trei bazine de golire a apei. De asemenea, baia a devenit funcțională.

În 1999 se construiește o trapeză, lângă casa parohială.

Între anii 2002 si 2004 s-a pictat interiorul bisericii în tehnica tempera grassă; în 2004 s-au făcut o poartă maramureșeana, gardul la cimitir și un altar de vară, precum și gardul la casa parohială. Tot în 2004 s-a zidit o nouă Sfântă Masă în altar, din cărămidă, placată în nișe cu marmură, capacul fiind tot din marmură; s-a pus parchet în altar și pe solee, s-au refăcut treptele și s-au placat cu gresie; au fost cumpărate: o Sf. Evanghelie, un chivot, o candelă pe Sf. Masă, două seturi de veșminte pentru Sf. Masă, două seturi de perdele (dvere) pentru ușile împărătești și diaconești, un epitaf și mai multe icoane pictate, pentru sărbătorile unor sfinți de peste an.

Biserica a fost sfințită, de P. S. Iustin, în 29 iunie 2004, iar preotului paroh Grigore-Dumitru Roșca i s-a acordat distincția de iconom stavrofor.

În 2005 s-au acoperit treptele bisericii, iar în 2006 s-au placat cu gresie stâlpii și împrejurul treptelor.

În 2007 s-au construit din lemn de stejar treptele care duc în balcon.

În 2007 si 2008 s-au adunat bani și s-au cumpărat 500 de foi de tablă (aluminiu); în 2009 s-a cumpărat restul de tabla (aluminiu, galvanizata, inox), s-a acoperit biserica și s-au făcut 3 cruci de inox pe turnuri.

În 2010 au fost construite trepte, de la biserică înspre altarul de vară.

În 2011 s-au făcut balustrade de inox la trepte.

Între 1994 și 1999 s-au cumpărat unele cărți pentru altar, un set de sfinte vase, patru sfeșnice , doua cădelnițe și patru rânduri de veșminte liturgice. Între 2002 și 2012, a fost cumpărat restul de cărți necesare pentru altar și strană, un set de sfinte vase, doua sfeșnice, o cădelniță și șase rânduri de veșminte, din care două sunt brodate. În 2004 s-au cumpărat servicii de vase, tacâmuri, pahare pentru 50 de persoane. În 2013 s-a racordat conducta de apă a casei parohiale la coloana comunală. În 2014 s-a aplicat mochetă pe pardoseală. În 2014 și 2015 s-au tăiat copacii din cimitir, s-a curățat cimitirul și s-a introdus internetul, iar în 2016 s-a cumpărat o imprimantă. În 2017 s-a achiziționat un laptop. În 2018 am obținut de la primăria din Bogdan Vodă 25 metri cubi de lemn de brad, (pe care l-am prelucrat în materiale necesare la acoperișul casei parohiale), ni s-au aprobat fonduri pentru uși și geamuri de termopan la casa parohială. Tot din 2018 am început a achiziționa bani pentru renovarea casei parohiale adunându-se până în 2021 30.000 lei. În 2021 s-au cumpărat toate cărțile necesare în Sfântul Altar, iar cărțile care au fost în Sfântul Altar au fost copertate și duse în strană. Clopotul mic, care era crăpat în 1994, a fost înlocuit în luna aprilie cu un clopot nou de aceeași greutate - 15 Kg. - donat de familia domnului Vasile Botiș soțul Irinei Botiș - Hodea - din Rozavlea - nepoata Preasfințitului Iustin - care au donat și mocheta din biserică în 2014.

Toate aceste lucrări, din 1994 până în 2021, s-au făcut sub îndrumarea pr. Grigore-Dumitru Roșca, cu sprijinul consiliului parohial și al credincioșilor.

Pe viitor, este necesar sa fie renovată și modernizată casa parohială.
Pr. prof. drd.

GRIGORE-DUMITRU ROȘCA